# Visto, leído, escuchado
Visto, leído, escuchado es un libro autobiográfico escrito por Driss Chraibi. En el mismo, el "padre de la literatura marroquí moderna" describe su infancia en Marruecos, el colonialismo, el instituto francés donde estudió de niño, el comienzo de la Segunda Guerra Mundial, el rol de los extranjeros en su país, así como la figura de sus padres, y la de importantes personalidades marroquíes, como Allal al-Fasi y Ahmed Balafrej, entre otros.
Paralelamente a su historia personal, Chraibi relata los momentos más destacados de la historia de Marruecos en particular y del mundo árabe en general, así como el legado del islam, la literatura árabe y el permanente contraste entre Oriente y Occidente en la vida cotidiana. El relato concluye con su arribo a Francia en 1945.
A 18 años de su publicación, la editorial argentina Alción publicó en diciembre de 2016 la primera versión en español, con traducción y notas de Marcos Calligaris.